# Lophocampa citrina
Lophocampa citrina är en fjärilsart som beskrevs av Jan Sepp 1852. Lophocampa citrina ingår i släktet Lophocampa och familjen björnspinnare. Inga underarter finns listade i Catalogue of Life.